# Afrokubanische Rumba
Der Begriff Rumba bezeichnet ursprünglich, wie Milonga, Bachata oder Timba, ein geselliges Zusammensein, zu dem auch Musik gehört. Als Komplex aus Tanz, Gesang und Perkussion entstand sie im 19. Jahrhundert in den Schwarzenvierteln der kubanischen Hafenstädte Havanna und Matanzas, wurde aber auch in den Zuckerrohrplantagen praktiziert. Es ist ein rein weltliches Genre, dessen Trommelbegleitung und Melodik aus afrikanischen Wurzeln genährt werden, während die Texte, von Einsprengseln auf Yoruba besonders in den Abakuá-Hochburgen abgesehen, auf Spanisch, teilweise sogar in der Form der spanischen décima espinela abgefasst sind. Ihre Einheit von Gesang, Tanz und Instrumentalmusik ist in afrikanischer Musik nicht unbekannt, verweist aber insbesondere auch auf den Flamenco, dessen Rumba zu den cantes de ida y vuelta gehört, als Wurzel. Gemäß dem namhaften und grammy-gekrönten Rumba-Perkussionisten Mongo Santamaría entstand der Guaguancó, als Afrokubaner versuchten, Flamencomusik zu singen. Die älteren Guaguancó-Lieder werden auch als Guaguancó del tiempo de España (Guaguancó aus der spanischen Zeit) bezeichnet, eine Kategorie, die auf die spanische Kolonialzeit auf Kuba verweist.
Im November 2016 wurde der Rumba in die Liste des immateriellen Kulturerbes als UNESCO-Weltkulturerbe aufgenommen.

## Besetzung
Stimmen: ein gemischter Chor, oft identisch mit dem Publikum, und ein Solist.
Instrumente: in der Grundbesetzung drei Congas oder Cajones, Claves und ein weiteres schärfer klingendes Perkussionsinstrument („Palitos“, Löffel oder auch ein Stock auf dem Korpus einer Conga). Die größte und tiefste der Trommeln heißt Tumba und legt ein eintaktiges Fundament, die mittlere, Segundo, ein zweitaktiges Muster, jeweils mit Variationen. Die höchste, Quinto, ist völlig frei und reagiert auf diese Variationen und das dritte Element der Rumba, nämlich je nach Untergenre ein oder zwei Tänzer.

## Form
Oft beginnen die Claves, auf die nach und nach die Trommeln folgen. Es kann aber auch sein, dass Sänger und Chor eine Titelzeile voraussingen und die Schlaginstrumente zusammen beginnen.
Der Gesang setzt mit Nonsens-Silben des Solosängers, genannt „Diana“, ein. Zu einigen traditionellen Dianas gehört eine Beantwortung durch den Chor, die auch aus Text bestehen kann.
Der Vorsänger singt nun traditionelle, improvisierte (der Anlass des Fests ist ein beliebtes Thema) oder selbstgeschriebene Texte: octosillabische Vierzeiler oder Décimas.
Am Ende wird dem Chor eine zu wiederholende Zeile vorgegeben. Diese wechselt im Weiteren mit Improvisationen des Solisten ab, und die Tänzer kommen dazu.

## Genres, Tanz
Es gibt drei traditionelle Genres in der Rumba, die sich im Tempo, der verwendeten Clave und dem Tanz unterscheiden.

### Yambú
Die Tänzer im Yambú, Mann und Frau, ahmen alte Leute nach. Das rhythmische Grundgerüst ist ein Son-Clave. Obwohl der Yambú als älteste Form der Rumba gilt, gibt es den Spruch „En el yambú no se vacuna“ (etwa: „Beim Yambú gibt's kein Gepimper“), der auf den Guaguancó Bezug nimmt.

### Guaguancó
Auch der Guaguancó ist ein pantomimischer Tanz. Mann und Frau verkörpern Hahn und Henne, wobei der Mann durch Flügelschlagen oder Staubaufscharren Avancen auf das Geschlechtsteil der Frau macht, die sich durch ihren Rock, ein Tuch oder simples Abwenden schützt. Der Tanz gipfelt im „Impfen“ der Frau („vacunao“) mit entsprechenden Hüftbewegungen.

### Columbia
Die Columbia ist im 6⁄8-Takt und der entsprechenden Clave. Statt Mann und Frau sind es hier der (typischerweise männliche) Solotänzer und der Spieler der Quinto, die miteinander in Dialog treten. Schnell, bisweilen akrobatisch und mit Einflüssen aus anderen Tänzen der Abakuá.

## Interpreten
- Alberto Zayas (1908–1983) nahm 1957 für die Panart erstmals eine Rumba, El vive bien, auf Tonträger auf.
- Los Muñequitos (de Matanzas). Sie vertreten im Gegensatz zu den anderen Gruppen aus Havanna den Rumba-Dialekt von Matanzas.
- Los Papines. Gegründet 1957 von den Brüdern Luis, Alfredo, Jeus und Ricardo Abreu.
- Conjunto de Clave y Guaguancó. In den 60er Jahren von Mario Alán mit Agustín Piña, Andres Gutiérrez Malanga und Miguel Ángel Mesa gegründet und heute unter Leitung von Amado Dedeu. Verwendete ursprünglich nur Cajones.
- Rumberos de Cuba. Eine All-Star-Band unter Leitung von Rodolfo Chacón Tartabull. Die Mitglieder sind oder waren mit dem Conjunto de Clave y Guaguancó oder dem Conjunto Folklorico Nacional verbunden.